# Zaragoza–Sagunto-vasútvonal
A Zaragoza–Sagunto-vasútvonal egy 314,9 km hosszúságú, 1668 mm-es nyomtávolságú, egyvágányú, nem villamosított vasútvonal Spanyolországban Zaragoza és Sagunto között. 1901-ben adták át a forgalomnak. Tulajdonosa az ADIF, a járatokat az Renfe üzemelteti. Vonalszáma a 610-es.